# 金馬士新村華文小學
2°35′07″N 102°37′13″E / 2.5853°N 102.6204°E
金马士新村华文小学（简称SJK (C) Kampong Baru Gemas）是马来西亚淡边县金马士的一所微型华文小学，于1952年成立。

## 历史
金马士新村华文小学于1952年创立，由“良好公民委员会”创立，以满足当地华裔居民的基本教育需求，并由周金鞭出任校长直到1955年；首任董事长则为赖梅，至1956年。当时学校仅有三间课室和两件教师住屋，仅有4位教师和校长，以及50位学生，并只提供一二三年级的教育课程。值得注意的是，当时学校的名称为“金马士新村新民低年级华文小学”（SRJK(C) Sin Min Kampung Baru Gemas）。自1961年起金小开始提供四五六年级的教育课程，并在1973年获政府拨款7万余令吉增建三间课室、一间办公室、四间厕所、一间储藏室及一间食堂。1979年，学校全面实行早上班制度。
1993年，金小获拨款增建一座双层校舍、四间课室、一间科学室、一间辅导室及四间厕所。2004年，又获拨款兴建一座设有冷气设备的电脑室；2009年，政府拨款提升及增建食堂。
2011年，金小的小六评估考试成绩名列淡边县榜首，总及格率达88.9%。2017年11月18号，金小家教协会在金马士忠村礼堂举办“2017年校友回校日暨筹款活动基金晚宴”。
金小也在近年来引来许多非华裔学生就读，截至2018年3月底时共有学生108位（43男65女），其中82位学生为华裔（76%），8位巫裔学生（7%），13位印裔学生（12%）以及5位东马土著学生（5%）。此外，包含校长和宗教师在内，学校一共有12名教师。